# Попова, Лидия (фигуристка)
Ли́дия Попо́ва — российская и советская фигуристка, бронзовый призёр первого чемпионата мира в парном катании 1908 года, серебряный призёр первого чемпионата России в женском одиночном катании. Выступала в паре с Александром Фишером.

## Биография
Лидия Попова была организатором школы фигурного катания на коньках в Ленинграде (1924—1927 годы), организовывала показательное выступление фигуристов. В сезоне 1923—1924 годов она вместе с Ксенией Цезар и Иваном Богоявленским организовала первое в СССР показательное выступление фигуристов на катке в Юсуповом саду Петрограда. В сезоне 1924—1925 она организовала праздник на льду Ленинградского губернского совета профсоюзов на Кировском проспекте.

## Женщины
| Соревнования/Сезон | 1911 |
| ------------------ | ---- |
| Чемпионаты России  | 2    |

## Пары
(с Александром Фишером)
| Соревнования/Сезон | 1908 |
| ------------------ | ---- |
| Чемпионаты мира    | 3    |